# Godbe
Godbe : [zb rka zgodb] je zbirka desetih kratkih zgodb slovenskega pisatelja Miha Mazzinija. 
Leta 2011 je izšel ponatis z drugačno platnico, Družba Piano.

## Vsebina
V knjigi so naslednje zgodbe:
1. Zamzak & Noe (objavljena na avtorjevi strani Arhivirano 2016-12-20 na Wayback Machine.)
2. Strangers In The Night
3. Mehanizmi herojstva
4. Good Rockin' Tonight
5. Sivi sokol Egon P
6. Polnočni Freud
7. Prošnja
8. Vso pot do Pulsnitza
9. Domačijskost
10. Funerisologija za začetnike

## Priredbe
Po dveh zgodbah sta bila posneta kratka filma. Brane Bitenc je režiral istoimeni film po zgodbi Good Rockin' Tonight , Miha Mazzini pa kratek film Svobodna si. Odloči se. (YouTube) po kratki zgodbi Mehanizmi herojstva .